# Verteidigungsetat

Verteidigungsetat nach Land in Milliarden US-Dollar

Der Verteidigungshaushalt, auch Verteidigungsbudget oder Verteidigungsetat (auch mit dem Präfix „Wehr-“ oder „Militär-“) genannt, umfasst alle Investitionen und Geldausgaben, die ein Staat über einen eingegrenzten Zeitraum hinweg für strategische Aktivposten tätigt. Erweiterte Definitionen erstrecken sich, neben den Verteidigungshaushalten der souveränen Staaten, auf die Militärausgaben derjenigen wenigen nichtstaatlichen politischen Akteure mit einem konstanten Zugriff auf finanzielle Ressourcen, die ihnen einen flexiblen Gewalteinsatz zu politischen Zwecken erlauben. Dazu zählen vor allem paramilitärische Vereinigungen.
Ein Verteidigungsetat wird meist im jährlichen Turnus veranschlagt, auch wenn viele Investitionen für einen wesentlich längeren Zeitraum vorgesehen sind. Ein in regelmäßigen Abständen veranschlagter Verteidigungshaushalt ging, historisch betrachtet, aus dem Übergang von zweckgebunden ausgehobenen oder angeworbenen Streitkräften (beispielsweise Bauernheere respektive Landsknechte) zu stehenden Heeren einher.
Die Konfliktforschung befasst sich mit Verteidigungsausgaben als einem Faktor, der gewalttätige politische Konflikte begünstigen kann, während die Internationalen Beziehungen in einem komparativen Rahmen untersuchen, unter welchen Umständen getätigte Verteidigungsausgaben das Sicherheitsdilemma auslösen, beispielsweise im Rahmen eines Rüstungswettlaufes.
Über den seit Jahrzehnten größten Verteidigungshaushalt in einer Größenordnung von mehreren hundert Milliarden US-Dollar pro Jahr verfügen die Vereinigten Staaten. Die internationale Vergleichbarkeit und Aussagekraft der aufgeführten Zahlen wird unter anderem durch die mangelnde Berücksichtigung der je nach Land unterschiedlich hohen Einstandspreise beeinträchtigt, die im Militärbereich nur unzureichend untersucht sind. Schätzungen auf Basis von Kaufkraftparität sind insbesondere bei Entwicklungs- und Schwellenländern in vielen Fällen um ein Vielfaches höher als hier genannt, wodurch sich die tatsächlichen Verhältnisse der Ausgaben verschieben.

## Definitionsansätze
Das Stockholmer Institut für Friedensforschung (SIPRI), ein in den Internationalen Beziehungen anerkanntes Forschungsinstitut, definiert die Finanzierung folgender strategischer Kapazitäten als Verteidigungshaushalt:
- Streitkräfte, darunter alle Kontingente, die ein Staat für Friedensmissionen bereitgestellt hat
- Verteidigungsministerien sowie alle Behörden, die an der Ausarbeitung und Durchführung militärisch relevanter Projekte beteiligt sind
- paramilitärische Kräfte, die für militärische Operationen ausgebildet, ausgerüstet und bereitgestellt werden
- die militärische Nutzung des Weltraums

Typischerweise umfasst ein Verteidigungshaushalt folgende Aktivposten:
- Personalausgaben, darunter
  - alle laufenden Ausgaben für militärisches und ziviles Personal
  - reguläre Pensionen des militärischen Personals
  - Sozialtransfers für das Personal sowie ihre Familien
- Operations- und Betriebskosten
- militärische Forschung und Entwicklung (Research & Development, R&D)
- militärische Baukosten
- militärische Entwicklungshilfe

Mangels unmittelbaren Bezuges zum militärischen Zweck eines Verteidigungshaushaltes schließt das SIPRI folgende Posten von seinen Berechnungen aus:
- Zivilschutz
- Folgekosten bereits getätigter Investitionen, wie Sozialleistungen für Veteranen, Demobilisierungskosten, Ausgaben für die zivile Nutzung militärischer Liegenschaften und Rüstungsgüter sowie Entwaffnungs- und Entschärfungskosten

Die volkswirtschaftlichen Kosten bzw. Einsparungen im Verteidigungsetat dadurch, dass der Sold von Wehrpflichtigen generell niedriger liegt als das Gehalt, das denselben Personen bzw. den Berufssoldaten bei freiwilliger Beschäftigung in den Streitkräften gezahlt werden müsste, bzw. als das Einkommen, dass den Wehrpflichtigen durch die Zeit des Wehrdienstes in anderen Berufen entgeht, wird grundsätzlich nicht im Verteidigungsetat bilanziert. Vergleiche der Finanzausstattung von Freiwilligenarmeen und Armeen mit Wehrpflichtigen sind dadurch nur begrenzt aussagekräftig.

## Weltweite Entwicklung

Inflationsbereinigte Militärausgaben der Welt von 1950 bis 2022

Das Stockholmer Friedensforschungsinstitut beziffert die weltweiten Verteidigungsausgaben auf 1,531 Billionen US-Dollar für das Jahr 2009, was einen Realanstieg von 6 % gegenüber dem Vorjahr und von 49 % gegenüber dem Jahr 2000 bedeute. Dies entspreche einem Anteil am Weltbruttoinlandsprodukt von 2,7 % und einem Pro-Kopf-Aufwand von 224 US-Dollar. Das größte Wachstum in diesem Bereich verzeichne Osteuropa mit einem Anstieg von 108 Prozent innerhalb von zehn Jahren.
Russland weist geheime oder «geschlossene» Posten bei den Haushaltsausgaben auf, welche sich auf insgesamt 4,6 % des BIP belaufen. „Es ist wahrscheinlich, dass hier nicht Ausgaben für Bildung oder Gesundheit verschleiert werden sollen, sondern weitere Aufwendungen für militärische Zwecke und Geheimdienstoperationen.“ meinte die NZZ im Jahr 2015.
2024 beliefen sich die weltweiten Verteidigungsausgaben auf 2,718 Billionen US $ (Zahlenformat gemäß langer Skala, SIPRI verwendet die in den USA übliche kurze Skala, also 2718 Billionen; ausgeschrieben 2.718.000.000.000), das entspricht 2,5 % des Welt-BIP und 334 $ pro Kopf, ein Anstieg um 9,4 % gegenüber dem Vorjahr, der größte jährliche Anstieg seit mindestens 1988, und um 37 % gegenüber 2015. Grund für den starken Anstieg ist vor allem der Krieg in der Ukraine sowie die zunehmenden Spannungen in Asien, Ozeanien und im Nahen Osten.

### 2008
Laut SIPRI brachten die Vereinigten Staaten von den weltweiten Verteidigungsausgaben im Jahr 2008 43 % auf, gefolgt von der Volksrepublik China mit 6,6 %, Frankreich mit 4,2 % und dem Vereinigten Königreich mit 3,8 %.
Die untere Tabelle gibt die Schätzung des Stockholmer Friedensforschungsinstituts über den Verteidigungsetat 2008 der 15 Staaten mit den größten Verteidigungsetats der Welt wieder.
| Rang | Land                   | Ausgaben (Mrd. USD) | Anteil an den weltweiten Ausgaben | Pro-Kopf- Ausgaben (in USD) | Anteil am BIP (2007) | Veränderung ggü. 1999 (%) |
| ---- | ---------------------- | ------------------- | --------------------------------- | --------------------------- | -------------------- | ------------------------- |
| 1    | Vereinigte Staaten     | 607,0               | 41,5                              | 1.967                       | 4,0                  | 066,5                     |
| 2    | Volksrepublik China    | 0(84,9)             | 0(5,8)                            | 0.0(63)                     | (2,0)                | 194                       |
| 3    | Frankreich             | 065,7               | 04,5                              | 1.061                       | 2,3                  | 003,5                     |
| 4    | Vereinigtes Königreich | 065,3               | 04,5                              | 1.070                       | 2,4                  | 020,7                     |
| 5    | Russland               | 0(58,6)             | 0(4,0)                            | 0.(413)                     | (3,5)                | 173                       |
| 6    | Deutschland            | 046,8               | 03,2                              | 0.568                       | 1,3                  | −11,0                     |
| 7    | Japan                  | 046,3               | 03,2                              | 0.361                       | 0,9                  | −1,7                      |
| 8    | Italien                | 040,6               | 02,8                              | 0.689                       | 1,8                  | 000,4                     |
| 9    | Saudi-Arabien          | 038,2               | 02,6                              | 1.511                       | 9,3                  | 081,5                     |
| 10   | Indien                 | 030,0               | 02,1                              | 0.025                       | 2,5                  | 044,1                     |
| 11   | Südkorea               | 024,2               | 01,7                              | 0.501                       | 2,7                  | 051,5                     |
| 12   | Brasilien              | 023,3               | 01,6                              | 0.120                       | 1,5                  | 029,9                     |
| 13   | Kanada                 | 019,3               | 01,3                              | 0.581                       | 1,2                  | 037,4                     |
| 14   | Spanien                | 019,2               | 01,3                              | 0.430                       | 1,2                  | 037,7                     |
| 15   | Australien             | 018,4               | 01,3                              | 0.876                       | 1,9                  | 038,6                     |

Anmerkung:
1. 1 2 3 4 5  Angaben in Klammern sind Schätzungen, während das saudische Verteidigungsbudget möglicherweise Ausgaben für die Aufrechterhaltung der öffentlichen Ordnung enthält und damit unter Umständen überschätzt wurde.

### 2011
Daten nach Angaben von SIPRI
| Platz | Land                   | Ausgaben 2011 (in Milliarden US-Dollar) |
| ----- | ---------------------- | --------------------------------------- |
| 1     | Vereinigte Staaten     | 0711,4                                  |
| 2     | Volksrepublik China    | 0142,9                                  |
| 3     | Russland               | 0071,9                                  |
| 4     | Vereinigtes Königreich | 0062,7                                  |
| 5     | Frankreich             | 0062,5                                  |
| 6     | Japan                  | 0059,3                                  |
| 7     | Indien                 | 0048,9                                  |
| 8     | Saudi-Arabien          | 0048,5                                  |
| 9     | Deutschland            | 0046,7                                  |
| 10    | Brasilien              | 0035,4                                  |
| 11    | Italien                | 0034,5                                  |
| 12    | Südkorea               | 0030,8                                  |
| 13    | Australien             | 0026,7                                  |
| 14    | Kanada                 | 0024,7                                  |
| 15    | Türkei                 | 0017,9                                  |
| 16    | Israel                 | 0016,4                                  |
| 17    | Spanien                | 0015,2                                  |
| 18    | Niederlande            | 0011,8                                  |
| 19    | Kolumbien              | 0011,0                                  |
| 20    | Taiwan                 | 0009,7                                  |

### 2013
| Rang | Land                         | Ausgaben             | Anteil am BIP | Entwicklung 2004–13† |
| ---- | ---------------------------- | -------------------- | ------------- | -------------------- |
| 1    | Vereinigte Staaten           | 640,0 Mrd. US-Dollar | 3,8 %         | ▲012 %               |
| 2    | Volksrepublik China          | 188,0 Mrd. US-Dollar | 2,0 %         | ▲170 %               |
| 3    | Russland                     | 087,8 Mrd. US-Dollar | 4,1 %         | ▲108 %               |
| 4    | Saudi-Arabien                | 067,0 Mrd. US-Dollar | 9,3 %         | ▲118 %               |
| 5    | Frankreich                   | 061,2 Mrd. US-Dollar | 2,2 %         | ▼006,4 %             |
| 6    | Vereinigtes Königreich       | 057,9 Mrd. US-Dollar | 2,3 %         | ▼002,5 %             |
| 7    | Deutschland                  | 048,8 Mrd. US-Dollar | 1,4 %         | ▲003,8 %             |
| 8    | Japan                        | 048,6 Mrd. US-Dollar | 1,0 %         | ▼000,2 %             |
| 9    | Indien                       | 047,4 Mrd. US-Dollar | 2,5 %         | ▲045 %               |
| 10   | Südkorea                     | 033,9 Mrd. US-Dollar | 2,8 %         | ▲042 %               |
| 11   | Italien                      | 032,7 Mrd. US-Dollar | 1,6 %         | ▼026 %               |
| 12   | Brasilien                    | 031,5 Mrd. US-Dollar | 1,4 %         | ▲048 %               |
| 13   | Australien                   | 024,0 Mrd. US-Dollar | 1,6 %         | ▲019 %               |
| 14   | Türkei                       | 019,1 Mrd. US-Dollar | 2,3 %         | ▲013 %               |
| 15   | Vereinigte Arabische Emirate | 019,0 Mrd. US-Dollar | 4,7 %         | ▲085 %               |

Kursive Daten sind Schätzungen. Daten der V.A.E. betreffen das Jahr 2012.†in konstanten Preisen von 2012

### 2016
Daten nach Angaben von SIPRI
| Rang | Land                         | Ausgaben             | Anteil am BIP |
| ---- | ---------------------------- | -------------------- | ------------- |
| 1    | Vereinigte Staaten           | 611,2 Mrd. US-Dollar | 03,3 %        |
| 2    | Volksrepublik China          | 215,7 Mrd. US-Dollar | 01,9 %        |
| 3    | Russland                     | 069,2 Mrd. US-Dollar | 05,3 %        |
| 4    | Saudi-Arabien                | 063,7 Mrd. US-Dollar | 10,0 %        |
| 5    | Indien                       | 055,9 Mrd. US-Dollar | 02,5 %        |
| 6    | Frankreich                   | 055,7 Mrd. US-Dollar | 02,3 %        |
| 7    | Vereinigtes Königreich       | 048,3 Mrd. US-Dollar | 01,9 %        |
| 8    | Japan                        | 046,1 Mrd. US-Dollar | 01,0 %        |
| 9    | Deutschland                  | 041,1 Mrd. US-Dollar | 01,2 %        |
| 10   | Südkorea                     | 036,8 Mrd. US-Dollar | 02,7 %        |
| 11   | Italien                      | 027,9 Mrd. US-Dollar | 01,5 %        |
| 12   | Australien                   | 024,3 Mrd. US-Dollar | 02,0 %        |
| 13   | Brasilien                    | 022,8 Mrd. US-Dollar | 01,3 %        |
| 14   | Vereinigte Arabische Emirate | 022,8 Mrd. US-Dollar | 05,7 %        |
| 15   | Israel                       | 017,8 Mrd. US-Dollar | 05,8 %        |
| 16   | Kanada                       | 017,8 Mrd. US-Dollar | 01,0 %        |
| 17   | Spanien                      | 014,9 Mrd. US-Dollar | 01,2 %        |
| 18   | Türkei                       | 014,9 Mrd. US-Dollar | 02,0 %        |
| 19   | Iran                         | 012,3 Mrd. US-Dollar | 03,0 %        |
| 20   | Algerien                     | 010,6 Mrd. US-Dollar | 06,7 %        |

### 2018
Daten nach Angaben von SIPRI
| Rang | Land                   | Ausgaben             | Anteil am BIP |
| ---- | ---------------------- | -------------------- | ------------- |
| 1    | Vereinigte Staaten     | 649,0 Mrd. US-Dollar | 3,2 %         |
| 2    | Volksrepublik China    | 250,0 Mrd. US-Dollar | 1,9 %         |
| 3    | Saudi-Arabien          | 067,6 Mrd. US-Dollar | 8,8 %         |
| 4    | Indien                 | 066,5 Mrd. US-Dollar | 2,4 %         |
| 5    | Frankreich             | 063,8 Mrd. US-Dollar | 2,3 %         |
| 6    | Russland               | 061,4 Mrd. US-Dollar | 3,9 %         |
| 7    | Vereinigtes Königreich | 050,0 Mrd. US-Dollar | 1,8 %         |
| 8    | Deutschland            | 049,5 Mrd. US-Dollar | 1,2 %         |
| 9    | Japan                  | 046,6 Mrd. US-Dollar | 0,9 %         |
| 10   | Südkorea               | 043,1 Mrd. US-Dollar | 2,6 %         |
| 11   | Italien                | 027,8 Mrd. US-Dollar | 1,3 %         |
| 12   | Brasilien              | 027,8 Mrd. US-Dollar | 1,5 %         |
| 13   | Australien             | 026,7 Mrd. US-Dollar | 1,9 %         |
| 14   | Kanada                 | 021,6 Mrd. US-Dollar | 1,3 %         |
| 15   | Türkei                 | 019,0 Mrd. US-Dollar | 2,5 %         |
| 16   | Spanien                | 018,2 Mrd. US-Dollar | 1,3 %         |
| 17   | Israel                 | 015,9 Mrd. US-Dollar | 4,3 %         |
| 18   | Iran                   | 013,2 Mrd. US-Dollar | 2,7 %         |
| 19   | Polen                  | 011,6 Mrd. US-Dollar | 2,0 %         |
| 20   | Pakistan               | 011,4 Mrd. US-Dollar | 4,0 %         |

Kursive Daten sind Schätzungen.

### 2022
Daten nach Angaben von SIPRI
| Rang | Land                   | Ausgaben              | Anteil am BIP |
| ---- | ---------------------- | --------------------- | ------------- |
| 1    | Vereinigte Staaten     | 0877,0 Mrd. US-Dollar | 003,5 %       |
| 2    | Volksrepublik China    | 0292,0 Mrd. US-Dollar | 001,6 %       |
| 3    | Russland               | 0086,4 Mrd. US-Dollar | 004,1 %       |
| 4    | Indien                 | 0081,4 Mrd. US-Dollar | 002,4 %       |
| 5    | Saudi-Arabien          | 0075,0 Mrd. US-Dollar | 007,4 %       |
| 6    | Vereinigtes Königreich | 0068,5 Mrd. US-Dollar | 002,2 %       |
| 7    | Deutschland            | 0055,8 Mrd. US-Dollar | 001,4 %       |
| 8    | Frankreich             | 0053,6 Mrd. US-Dollar | 001,9 %       |
| 9    | Südkorea               | 0046,4 Mrd. US-Dollar | 002,7 %       |
| 10   | Japan                  | 0046,0 Mrd. US-Dollar | 001,1 %       |
| 11   | Ukraine                | 0044,0 Mrd. US-Dollar | 034,0 %       |
| 12   | Italien                | 0033,5 Mrd. US-Dollar | 001,7 %       |
| 13   | Australien             | 0032,3 Mrd. US-Dollar | 001,9 %       |
| 14   | Kanada                 | 0026,9 Mrd. US-Dollar | 001,2 %       |
| 15   | Israel                 | 0023,4 Mrd. US-Dollar | 004,5 %       |
| 16   | Spanien                | 0020,3 Mrd. US-Dollar | 001,5 %       |
| 17   | Brasilien              | 0020,2 Mrd. US-Dollar | 001,1 %       |
| 18   | Polen                  | 0016,6 Mrd. US-Dollar | 002,4 %       |
| 19   | Niederlande            | 0015,6 Mrd. US-Dollar | 001,6 %       |
| 20   | Katar                  | 0015,4 Mrd. US-Dollar | 007,0 %       |

Kursive Daten sind Schätzungen.

### 2024
Daten nach Angaben von SIPRI
| Rang | Land                   | Ausgaben in Mrd. US-$ | Anteil am BIP in % | Anteil an der Welt in % |
| ---- | ---------------------- | --------------------- | ------------------ | ----------------------- |
| 1    | Vereinigte Staaten     | 997,0                 | 3,4                | 37,0                    |
| 2    | Volksrepublik China    | 314,0                 | 1,7                | 12,0                    |
| 3    | Russland               | 149,0                 | 7,1                | 5,5                     |
| 4    | Deutschland            | 88,5                  | 1,9                | 3,3                     |
| 5    | Indien                 | 86,1                  | 2,3                | 3,2                     |
| 6    | Vereinigtes Königreich | 81,8                  | 2,3                | 3,0                     |
| 7    | Saudi-Arabien          | 80,3                  | 7,3                | 3,0                     |
| 8    | Ukraine                | 64,7                  | 34,0               | 2,4                     |
| 9    | Frankreich             | 64,7                  | 2,1                | 2,4                     |
| 10   | Japan                  | 55,3                  | 1,4                | 2,0                     |
| 11   | Südkorea               | 47,6                  | 2,6                | 1,8                     |
| 12   | Israel                 | 46,5                  | 8,8                | 1,7                     |
| 13   | Polen                  | 38,0                  | 4,2                | 1,4                     |
| 14   | Italien                | 38,0                  | 1,6                | 1,4                     |
| 15   | Australien             | 33,8                  | 1,9                | 1,2                     |
| 16   | Kanada                 | 29,3                  | 1,3                | 1,1                     |
| 17   | Türkei                 | 25,0                  | 1,9                | 1,0                     |
| 18   | Spanien                | 24,6                  | 1,4                | 0,9                     |
| 19   | Niederlande            | 23,2                  | 1,9                | 0,7                     |
| 20   | Algerien               | 21,8                  | 8,0                | 0,7                     |

Kursive Daten sind Schätzungen.

## Deutschland

### Kalter Krieg
Nach dem Zweiten Weltkrieg war Deutschland in vier Besatzungszonen aufgeteilt. Es hatte keine Streitkräfte und damit auch keinen Verteidigungshaushalt. Der Aufbau von Streitkräften erfolgte in der DDR zunächst nominell in Form von Polizeikräften (ab 1948, „Bereitschaften der Volkspolizei“, ab 1952: Kasernierte Volkspolizei). In der Bundesrepublik entstand 1950 das Amt Blank zur Vorbereitung der Wiederbewaffnung. Die Kosten dieser Organisationen wurden nicht als Verteidigungshaushalt ausgewiesen.
Die Nationale Volksarmee (NVA) der DDR wurde 1956 gegründet. Die Bundeswehr wurde 1955 gegründet und die Bundesrepublik wurde am 6. Mai 1955 Mitglied der NATO. Bedingt durch die Umstände des Kalten Krieges stiegen die Verteidigungsetats beider deutscher Staaten Ende der 1950er Jahre stark an. 1960 umfasste der Verteidigungsetat der Bundesrepublik Deutschland 7,45 Milliarden DM und der Anteil am Bundeshaushalt betrug 24,6 Prozent.
Seit dem Mauerbau 1961 stabilisierten sich die Rüstungsausgaben im Westen. Die Rüstungsausgaben in der DDR stiegen jedoch weiter an. 1968 wurde der Verteidigungsetat um 60 % erhöht. Die offizielle Entspannungspolitik der 1970er-Jahre hinterließ im Verteidigungsetat keine Spuren. Die größten Steigerungsraten des Verteidigungshaushaltes fallen in diese Zeit. Erst mit dem Antritt der Regierung Helmut Kohl (1982) sanken die prozentualen Steigerungsraten im Haushalt des Verteidigungsministeriums wieder. 1990 (in diesem Jahr trat die DDR der Bundesrepublik bei) betrug der Verteidigungsetat einschließlich des NVA-Haushaltes für das 2. Halbjahr rund 57,54 Milliarden DM; dies waren 15,1 Prozent des Bundeshaushaltes.

### Friedensdividende bis 1999
Nach der Wende kürzte die damalige Regierung unter Bundeskanzler Helmut Kohl den Verteidigungsetat massiv. Wegen des Wegfalls der Bedrohung durch den Warschauer Pakt konnte die NVA in die Bundeswehr integriert und der Personalbestand der Bundeswehr massiv reduziert werden. Man nannte und nennt dies „Friedensdividende“. In den Jahren bis 1997 kam es jährlich zu deutlichen Kürzungen. Auch in den Folgejahren (1998 bis 2005 regierte eine rot-grüne Koalition unter Gerhard Schröder) sank der Verteidigungshaushalt inflationsbereinigt nahezu jedes Jahr.
1999
Der Verteidigungshaushalt 1999 betrug 47,52 Milliarden DM (24,30 Milliarden Euro),
davon entfielen:
- 50,24 Prozent bzw. 23,84 Milliarden DM (12,19 Milliarden Euro) auf die Personalausgaben
- 15,61 Prozent bzw. 7,42 Milliarden DM (3,79 Milliarden Euro) auf die militärischen Beschaffungen
- 15,19 Prozent bzw. 7,22 Milliarden DM (3,69 Milliarden Euro) auf die sonstigen Betriebsausgaben
- 8,79 Prozent bzw. 4,18 Milliarden DM (2,14 Milliarden Euro) auf Materialerhaltung und -betrieb
- 5,30 Prozent bzw. 2,52 Milliarden DM (1,29 Milliarden Euro) auf Forschung, Entwicklung und Erprobung
- 3,94 Prozent bzw. 1,87 Milliarden DM (0,96 Milliarden Euro) auf die militärischen Anlagen
- 0,93 Prozent bzw. 0,44 Milliarden DM (0,23 Milliarden Euro) auf sonstige Investitionen.

Das entsprach einem Anteil von 74,22 Prozent bzw. 35,27 Milliarden DM (18,03 Milliarden Euro) für die Betriebskosten und 25,78 Prozent bzw. 12,25 Milliarden DM (6,26 Milliarden Euro) für verteidigungsinvestive Ausgaben (Entwicklung und Beschaffung neuer Ausrüstung).

### Aufrüstung ab 2022
Der Haushalt umfasste 2019 43,23 Milliarden Euro 2020 45,65 Milliarden Euro und 2021 46,93 Milliarden Euro.
Nach dem russischen Überfall auf die Ukraine wurde mit dem Bundeswehrfinanzierungs- und sondervermögensgesetz ein Sondervermögen des Bundes mit der Bezeichnung „Sondervermögen Bundeswehr“ errichtet. Mit diesem werden im mehrjährigen Durchschnitt von maximal fünf Jahren zwei Prozent des Bruttoinlandsprodukts auf Basis der aktuellen Regierungsprognose für Verteidigungsausgaben nach NATO-Kriterien bereitgestellt (§ 1 Abs. 2 des Gesetzes). Diese Kreditermächtigung entspricht einem Neukredit im Maßstab des doppelten Verteidigungsetats und wird von den Kreditobergrenzen der Schuldenregel ausgenommen.
In seiner Rede am 27. Februar 2022 vor dem Deutschen Bundestag sprach Bundeskanzler Scholz davon, das Sondervermögen von 100 Milliarden Euro für die Rüstung und zusätzlich die Erhöhung des Wehretats auf über 2 Prozent des Bruttoinlandsproduktes anzustreben. Später war dann allerdings nur noch die Rede davon, mit den 100 Milliarden Euro Sondervermögen über vier Jahre verteilt den Wehretat auf über 2 Prozent des BIPs zu steigern.
| Deutschland Verteidigungshaushalt/Verteidigungsausgaben in Mrd. Euro                 | Deutschland Verteidigungshaushalt/Verteidigungsausgaben in Mrd. Euro | Deutschland Verteidigungshaushalt/Verteidigungsausgaben in Mrd. Euro | Deutschland Verteidigungshaushalt/Verteidigungsausgaben in Mrd. Euro | Deutschland Verteidigungshaushalt/Verteidigungsausgaben in Mrd. Euro | Deutschland Verteidigungshaushalt/Verteidigungsausgaben in Mrd. Euro | Deutschland Verteidigungshaushalt/Verteidigungsausgaben in Mrd. Euro | Deutschland Verteidigungshaushalt/Verteidigungsausgaben in Mrd. Euro | Deutschland Verteidigungshaushalt/Verteidigungsausgaben in Mrd. Euro | Deutschland Verteidigungshaushalt/Verteidigungsausgaben in Mrd. Euro | Deutschland Verteidigungshaushalt/Verteidigungsausgaben in Mrd. Euro | Deutschland Verteidigungshaushalt/Verteidigungsausgaben in Mrd. Euro | Deutschland Verteidigungshaushalt/Verteidigungsausgaben in Mrd. Euro | Deutschland Verteidigungshaushalt/Verteidigungsausgaben in Mrd. Euro |
| ------------------------------------------------------------------------------------ | -------------------------------------------------------------------- | -------------------------------------------------------------------- | -------------------------------------------------------------------- | -------------------------------------------------------------------- | -------------------------------------------------------------------- | -------------------------------------------------------------------- | -------------------------------------------------------------------- | -------------------------------------------------------------------- | -------------------------------------------------------------------- | -------------------------------------------------------------------- | -------------------------------------------------------------------- | -------------------------------------------------------------------- | -------------------------------------------------------------------- |
| Jahr                                                                                 | 2012                                                                 | 2013                                                                 | 2014                                                                 | 2015                                                                 | 2016                                                                 | 2017                                                                 | 2018                                                                 | 2019                                                                 | 2020                                                                 | 2021                                                                 | 2022                                                                 | 2023                                                                 | 2024                                                                 |
| Bruttoinlandsprodukt (BIP) in EUR                                                    | 2800,38                                                              | 2867,28                                                              | 2985,17                                                              | 3085,65                                                              | 3196,11                                                              | 3331,11                                                              | 3431,13                                                              | 3534,88                                                              | 3449,62                                                              | 3676,46                                                              | 3953,85                                                              | 4185,55                                                              | 4305,30                                                              |
| Verteidigungshaushalt in EUR                                                         | 31,87                                                                | 33,26                                                                | 32,44                                                                | 32,97                                                                | 34,29                                                                | 37,00                                                                | 38,52                                                                | 43,23                                                                | 45,65                                                                | 46,93                                                                | 50,40                                                                | 50,12                                                                | 51,95                                                                |
| Verteidigungshaushalt incl. Sondervermögen in EUR                                    |                                                                      |                                                                      |                                                                      |                                                                      |                                                                      |                                                                      |                                                                      |                                                                      |                                                                      |                                                                      | 50,49                                                                | 58,53                                                                | 71,75                                                                |
| Anteil des Verteidigungshaushaltes incl. Sondervermögen am BIP                       | 1,14 %                                                               | 1,16 %                                                               | 1,09 %                                                               | 1,06 %                                                               | 1,07 %                                                               | 1,11 %                                                               | 1,12 %                                                               | 1,22 %                                                               | 1,32 %                                                               | 1,28 %                                                               | 1,28 %                                                               | 1,40 %                                                               | 1,67 %                                                               |
| Verteidigungsausgaben nach NATO-Kriterien in EUR 2012–2013 2014–2024                 | 36,17                                                                | 34,59                                                                | 34,75                                                                | 35,90                                                                | 37,60                                                                | 40,27                                                                | 42,13                                                                | 46,94                                                                | 51,40                                                                | 52,43                                                                | 58,27                                                                | 67,62 1                                                              | 90,59 1                                                              |
| Anteil der Verteidigungsausgaben nach NATO-Kriterien am BIP in EUR 2012–13 2014–2024 | 1,31 %                                                               | 1,22 %                                                               | 1,19 %                                                               | 1,19 %                                                               | 1,20 %                                                               | 1,23 %                                                               | 1,25 %                                                               | 1,35 %                                                               | 1,51 %                                                               | 1,45 %                                                               | 1,51 %                                                               | 1,64 % 1                                                             | 2,12 % 1                                                             |

1  Die Angaben sind geschätzt.

## China
- März 2004 bis März 2005: 245 Mrd. Yuan (26,7 Mrd. Euro)
- März 2005 bis März 2006: 281 Mrd. Yuan (30,7 Mrd. Euro)
- März 2006 bis März 2007: 283,8 Mrd. Yuan (31 Mrd. Euro)[29]
- März 2007 bis März 2008: 350,9 Mrd. Yuan (38,3 Mrd. Euro)[30]
- März 2008 bis März 2009: 375,75 Mrd. Yuan (41 Mrd. Euro)[31]
- März 2009 bis März 2010: 472,87 Mrd. Yuan (51,6 Mrd. Euro)[32]
- März 2010 bis März 2011: 532 Mrd. Yuan (58 Mrd. Euro)[33]
- März 2011 bis März 2012: 601 Mrd. Yuan (65,6 Mrd. Euro)[34]
- März 2012 bis März 2013: 670,3 Mrd. Yuan (80 Mrd. Euro)[35]
- März 2013 bis März 2014: 720,2 Mrd. Yuan (88 Mrd. Euro)[36]
- März 2014 bis März 2015: 808,2 Mrd. Yuan (95 Mrd. Euro)[37]
- März 2015 bis März 2016: 890 Mrd. Yuan (125 Mrd. Euro)[38]
- März 2016 bis März 2017: 954 Mrd. Yuan (131 Mrd. Euro)[39]
- März 2017 bis März 2018: 1044 Mrd. Yuan (142 Mrd. Euro)[40]
- März 2018 bis März 2019: 1110 Mrd. Yuan (142 Mrd. Euro)[41]
- März 2019 bis März 2020: 1190 Mrd. Yuan (156 Mrd. Euro)[42][43]

Viele Militärausgaben werden in China allerdings durch andere Haushaltsposten abgedeckt. Die genauen Ausgaben für das Militär werden nicht bekannt gegeben. Der tatsächliche Verteidigungsetat wird auf das zwei- bis dreifache geschätzt.

## Frankreich

Schema zum Verteidigungsetat Frankreichs zwischen 1988 und 2003

Im Jahr 2019 beträgt der Verteidigungsetat etwa 44,4 Milliarden Euro (inkl. Pensionen) bzw. 35,8 Milliarden Euro ohne Berücksichtigung von Pensionsverpflichtungen. Das Effektiv zur Verfügung stehende Budget für die französischen Streitkräfte beträgt im Jahr 2020 ca. 37,60 Milliarden Euro. Der französische Militärhaushalt ist damit nach Deutschland mit 45,2 Mrd. € (2020) und Großbritannien, der dritthöchste Verteidigungshaushalt in Europa.
| Programme                                        | 2014   | 2015   | 2016   | 2017   | 2018   | 2019   | 2020   | 2021   | 2022   | 2023   | 2024   | 2025   |
| ------------------------------------------------ | ------ | ------ | ------ | ------ | ------ | ------ | ------ | ------ | ------ | ------ | ------ | ------ |
| PIB Frankreich [Mrd. €] 2014–2022                | 2148,3 | 2196,9 | 2232,6 | 2295,7 | 2361,8 | 2436,1 | 2313,5 | 2497,5 | 2634,1 | 2822,5 | 2917,4 |        |
| Verteidigungshaushalt (inkl. Pensionen) [Mrd. €] | 38,99  | 38,89  | 39,69  | 40,59  | 42,63  | 44,40  | 46,10  | 49,70  | 51,50  | 55,00  | 58,50  | 61,80  |
| Verteidigungshaushalt (ohne Pensionen) [Mrd. €]  | –      | 31,15  | 31,73  | 32,44  | 34,20  | 35,80  | 37,50  | 39,20  | 40,90  | 43,90  | 47,20  | 50,50  |
| % Militärhaushalt (inkl. Pensionen) / PIB        | 1,81 % | 1,77 % | 1,78 % | 1,77 % | 1,81 % | 1,82 % | 1,99 % | 1,99 % | 1,96 % | 1,95 % | 2,01 % |        |
| Quellen                                          |        |        | [ 48 ] | [ 49 ] | [ 49 ] | [ 50 ] | [ 51 ] | [ 52 ] | [ 53 ] | [ 54 ] | [ 55 ] | [ 56 ] |

Zirka 10 % des französischen Wehretats fließen allein in die Atomstreitkräfte.

## Vereinigte Staaten

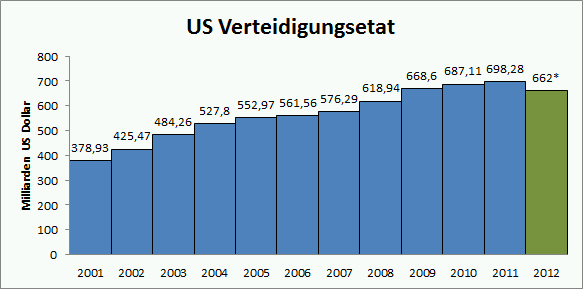
Historische Entwicklung des US-Verteidigungsetats 2001–2012

Unter der Regierung von George W. Bush wurde der Verteidigungsetat der Vereinigten Staaten nach 2001 stark angehoben. Die Anhebung wird als maßgebliche Ursache für die Haushaltsdefizite der letzten Jahre gesehen. Der noch positive Haushaltssaldo im Jahr 2001 von 127 Mrd. Dollar kippte bereits 2002 ins Negative. 2002 lag das Haushaltsdefizit der Vereinigten Staaten bereits bei 158 Mrd. Dollar und 2005 bei 427 Mrd. Dollar. Laut aktuellen Schätzungen kostete z. B. der Irak-Krieg bis heute über 5 Billionen Dollar.
| Jahr | Verteidigungsetat         |
| ---- | ------------------------- |
| 2000 | 375,9 Mrd. USD            |
| 2001 | 378,9 Mrd. USD            |
| 2002 | 425,5 Mrd. USD            |
| 2003 | 484,3 Mrd. USD            |
| 2004 | 527,8 Mrd. USD            |
| 2005 | 553 Mrd. USD              |
| 2006 | 561,6 Mrd. USD            |
| 2007 | 576,3 Mrd. USD            |
| 2008 | 618,9 Mrd. USD            |
| 2009 | 668,6 Mrd. USD            |
| 2010 | 687,1 Mrd. USD            |
| 2011 | 698,3 Mrd. USD            |
| 2012 | 662 Mrd. USD (geplant)    |
| 2015 | 577 Mrd. USD (gebilligt)  |
| 2016 | 611 Mrd. USD (gem. SIPRI) |
| 2019 | 716 Mrd. USD              |
| 2020 | 738 Mrd. USD reuters.com  |
| 2021 | 740 Mrd. USD              |
| 2022 | 768 Mrd. USD              |
| 2023 | 858 Mrd. USD              |
| 2024 | 886 Mrd. USD              |
| 2025 | 895 Mrd. USD              |

## (Ehemals) neutrale Staaten
Stand 2023, gemäß SIPRI:

Finnland: 7,3 Mrd. US$

Österreich: 4,4 Mrd. US$

Schweden: 8,8 Mrd. US$

Schweiz: 6,3 Mrd. US$

## Griechenland und die Türkei
Die Militärausgaben zwischen 2003 und 2024 in US-Dollar:
|      | Türkei      | Türkei   | Griechenland | Griechenland |
| Jahr | in Mio. USD | in %/BIP | in Mio. USD  | in %/BIP     |
| ---- | ----------- | -------- | ------------ | ------------ |
| 2024 | 24.979      | 1,9 %    | 8.021        | 3,1 %        |
| 2023 | 19.578      | 1,7 %    | 7.015        | 2,9 %        |
| 2022 | 15.037      | 1,7 %    | 8.745        | 4,0 %        |
| 2021 | 15.255      | 1,9 %    | 8.300        | 3,8 %        |
| 2020 | 15.783      | 2,2 %    | 5.773        | 3,0 %        |
| 2019 | 20.436      | 2,7 %    | 5.383        | 2,6 %        |
| 2018 | 19.649      | 2,5 %    | 5.757        | 2,7 %        |
| 2017 | 17.822      | 2,1 %    | 5.088        | 2,6 %        |
| 2016 | 17.827      | 2,1 %    | 4.963        | 2,6 %        |
| 2015 | 15.667      | 1,8 %    | 4.818        | 2,5 %        |
| 2014 | 17.577      | 1,9 %    | 5.531        | 2,4 %        |
| 2013 | 18.427      | 1,9 %    | 5.655        | 2,4 %        |
| 2012 | 17.694      | 2,0 %    | 5.914        | 2,5 %        |
| 2011 | 17.906      | 2,3 %    | 7.129        | 2,2 %        |
| 2010 | 17.690      | 2,4 %    | 8.869        | 2,7 %        |
| 2009 | 17.275      | 2,6 %    | 11.455       | 3,3 %        |
| 2008 | 16.119      | 2,3 %    | 10.995       | 3,1 %        |
| 2007 | 15.924      | 2,3 %    | 9.891        | 2,8 %        |
| 2006 | 16.511      | 2,5 %    | 9.898        | 2,9 %        |
| 2005 | 15.799      | 2,5 %    | 9.520        | 2,9 %        |
| 2004 | 16.689      | 2,8 %    | 8.804        | 2,7 %        |
| 2003 | 18.287      | 3,4 %    | 8.008        | 2,6 %        |

## Russland und die Ukraine
Die Militärausgaben zwischen 2003 und 2024 in US-Dollar:
|      | Russland    | Russland | Ukraine     | Ukraine  |
| Jahr | in Mio. USD | in %/BIP | in Mio. USD | in %/BIP |
| ---- | ----------- | -------- | ----------- | -------- |
| 2024 | 148.967     | 7,1 %    | 64.705      | 34,5 %   |
| 2023 | 109.204     | 5,4 %    | 64.908      | 36,5 %   |
| 2022 | 102.367     | 4,6 %    | 41.183      | 25,6 %   |
| 2021 | 65.908      | 3,6 %    | 6.898       | 3,4 %    |
| 2020 | 61.713      | 4,1 %    | 6.839       | 4,4 %    |
| 2019 | 65.201      | 3,9 %    | 6.262       | 4,1 %    |
| 2018 | 61.609      | 3,7 %    | 4.750       | 3,6 %    |
| 2017 | 66.913      | 4,2 %    | 3.648       | 3,2 %    |
| 2016 | 69.245      | 5,4 %    | 3.423       | 3,7 %    |
| 2015 | 66.422      | 4,9 %    | 3.503       | 3,8 %    |
| 2014 | 84.697      | 4,1 %    | 3.961       | 3,0 %    |
| 2013 | 88.352      | 3,9 %    | 4.386       | 2,4 %    |
| 2012 | 81.469      | 3,7 %    | 4.136       | 2,4 %    |
| 2011 | 70.238      | 3,4 %    | 3.685       | 2,3 %    |
| 2010 | 58.720      | 3,6 %    | 3.729       | 2,7 %    |
| 2009 | 51.532      | 3,9 %    | 3.452       | 2,8 %    |
| 2008 | 56.184      | 3,1 %    | 4.811       | 2,7 %    |
| 2007 | 43.534      | 3,1 %    | 4.096       | 2,9 %    |
| 2006 | 34.518      | 3,2 %    | 2.986       | 2,8 %    |
| 2005 | 27.337      | 3,3 %    | 2.405       | 2,8 %    |
| 2004 | 20.955      | 3,3 %    | 1.685       | 2,5 %    |
| 2003 | 16.973      | 3,7 %    | 1.428       | 2,7 %    |